# Rolling Thunder Revue

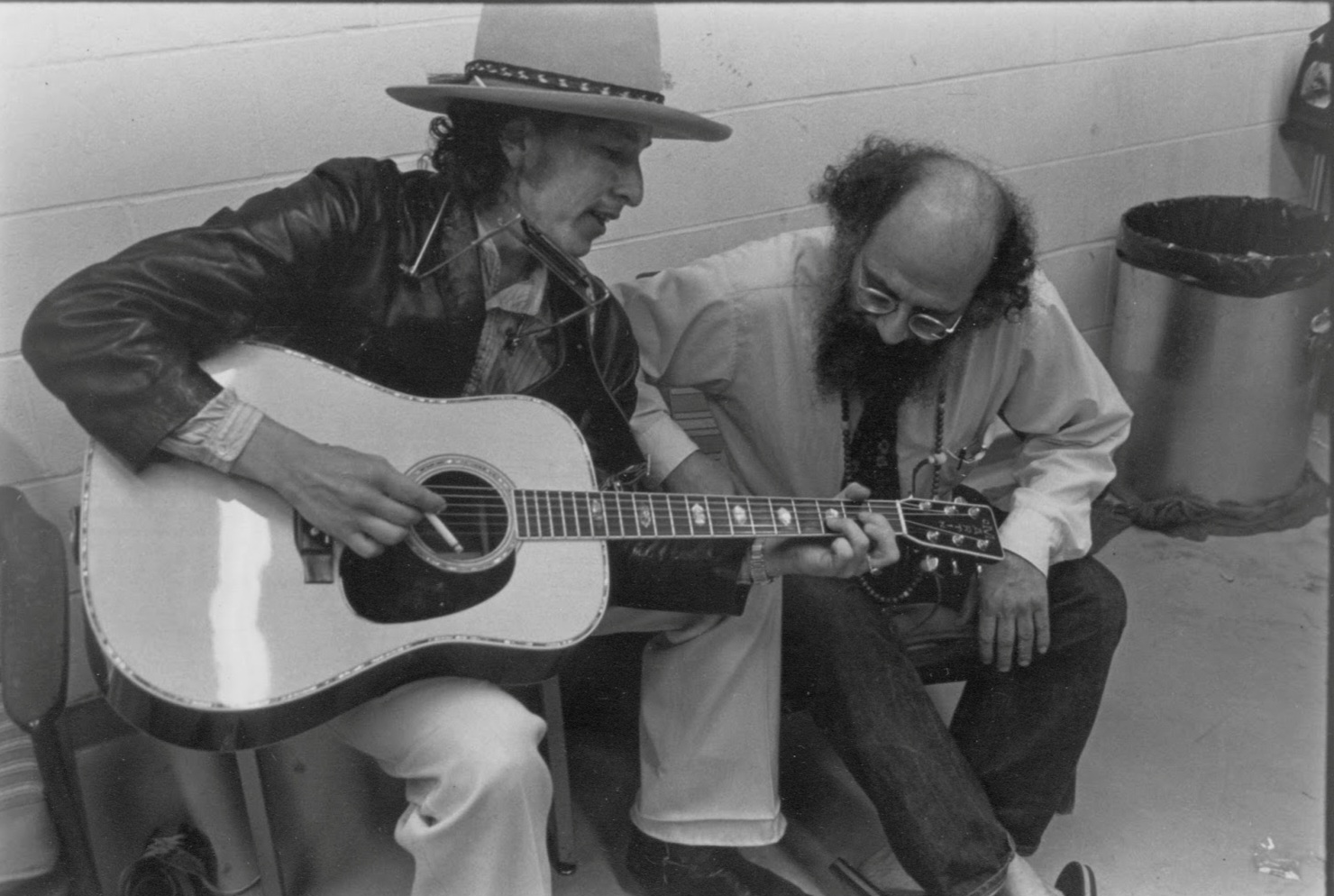
Bob Dylan (links) und Allen Ginsberg im Backstage-Bereich während der Tour (1975)

Die Rolling Thunder Revue ist die Nordamerika-Tournee einer von Bob Dylan zusammengestellten und angeführten Musiker-Gruppe in den Jahren 1975/76. Zu den bekanntesten Teilnehmern gehörten u. a. Joan Baez, Roger McGuinn und Ramblin’ Jack Elliott sowie der Beat-Poet Allen Ginsberg. Die Konzerttournee umfasste insgesamt 57 Auftritte und war an zirkusartige Varieté-Shows angelehnt. Dylan befand sich auf einem künstlerischen Höhepunkt seiner Karriere und veröffentlichte in der Winterpause sein zuvor produziertes Studioalbum Desire. Dokumentaraufnahmen aus dem Umfeld der Tournee bildeten die Grundlage für Dylans Filmprojekt Renaldo & Clara.
Der Name „Rolling Thunder“ (Rollender Donner) leitete sich vom gleichnamigen indigenen Medizinmann ab und bedeutet für Amerikas Ureinwohner „die Wahrheit sagen“.

## Vorbereitungen
Nach Beendigung der Aufnahmen zu seinem Studioalbum Desire, entwickelte der Singer-Songwriter Bob Dylan im Sommer 1975 den Plan einer Tournee durch den Nordosten der Vereinigten Staaten. Um mehr Nähe zum Publikum herzustellen, wollte er, im Gegensatz zu seiner bombastischen Comeback-Tour aus dem Vorjahr, lediglich in kleinen Konzerthallen auftreten. Dabei schwebte Dylan das Konzept einer bunten Show mit unterschiedlichen Künstlern nach dem Vorbild einer Commedia dell’arte oder einer fahrenden Rock-Revue vor. Unter größter Geheimhaltung und ohne die Unterstützung seines Musiklabels Columbia begann er in Manhattan mit den Proben. Neben den Studiomusikern mit denen er bereits für Desire zusammengearbeitet hatte – Rob Stoner (E-Bass), Howard Wyeth (Schlagzeug) und Scarlet Rivera (E-Violine) – lud er auch die musikalisch vielseitigen Gitarristen T-Bone Burnett, David Mansfield und Steven Soles zu den Sessions ein, die schließlich den Kern der Begleitband für die bevorstehende Tournee bildeten. Daneben tingelte Dylan durch die Künstlerlokale von Greenwich Village und ließ spontan alte Freundschaften wiederaufleben. Kontinuierlich erweiterte er die Gruppe nach seinen Vorstellungen und holte mit Ramblin’ Jack Elliott, Roger McGuinn, Bob Neuwirth, David Blue, Mick Ronson, Ronee Blakley und Emmylou Harris weitere Musiker verschiedener Stilrichtungen dazu. Nach zehnjähriger Unterbrechung erneuerte Dylan auch die Zusammenarbeit mit der Friedensaktivistin und Folksängerin Joan Baez, die sich der heterogenen Formation ebenfalls anschloss. Auch der Beat-Poet Allen Ginsberg, ein langjähriger Vertrauter Dylans, stieß dazu.
Während der Vorbereitungen zur Tour kehrte Dylan am 24. Oktober kurzerhand mit seiner sich noch zusammenfindenden Band ins Tonstudio zurück. Er wollte den Song Hurricane, der auf dem kommenden Album Desire erscheinen sollte, noch einmal entscheidend überarbeiten. Die Endfassung des über acht Minuten langen Songs ist deutlich schneller als die vorherige Aufnahme und besticht sowohl durch Riveras Violinenspiel, als auch Blakleys Begleitgesang. Mit dem Protestlied prangerte Dylan einen rassistisch motivierten Justizskandal an und positionierte sich als prominenter Stimmungsmacher. Damit sollte öffentlicher Druck erzeugt werden, um dem acht Jahre zuvor unter skandalösen Umständen wegen Mordes verurteilten afroamerikanischen Boxer Rubin „Hurricane“ Carter einen zweiten, dieses Mal fairen, Gerichtsprozess zu ermöglichen. Hurricane wurde im November 1975 als Single vorab veröffentlicht und sollte fester Bestandteil der Setlist während der Rolling Thunder Revue werden.

## Herbst 1975

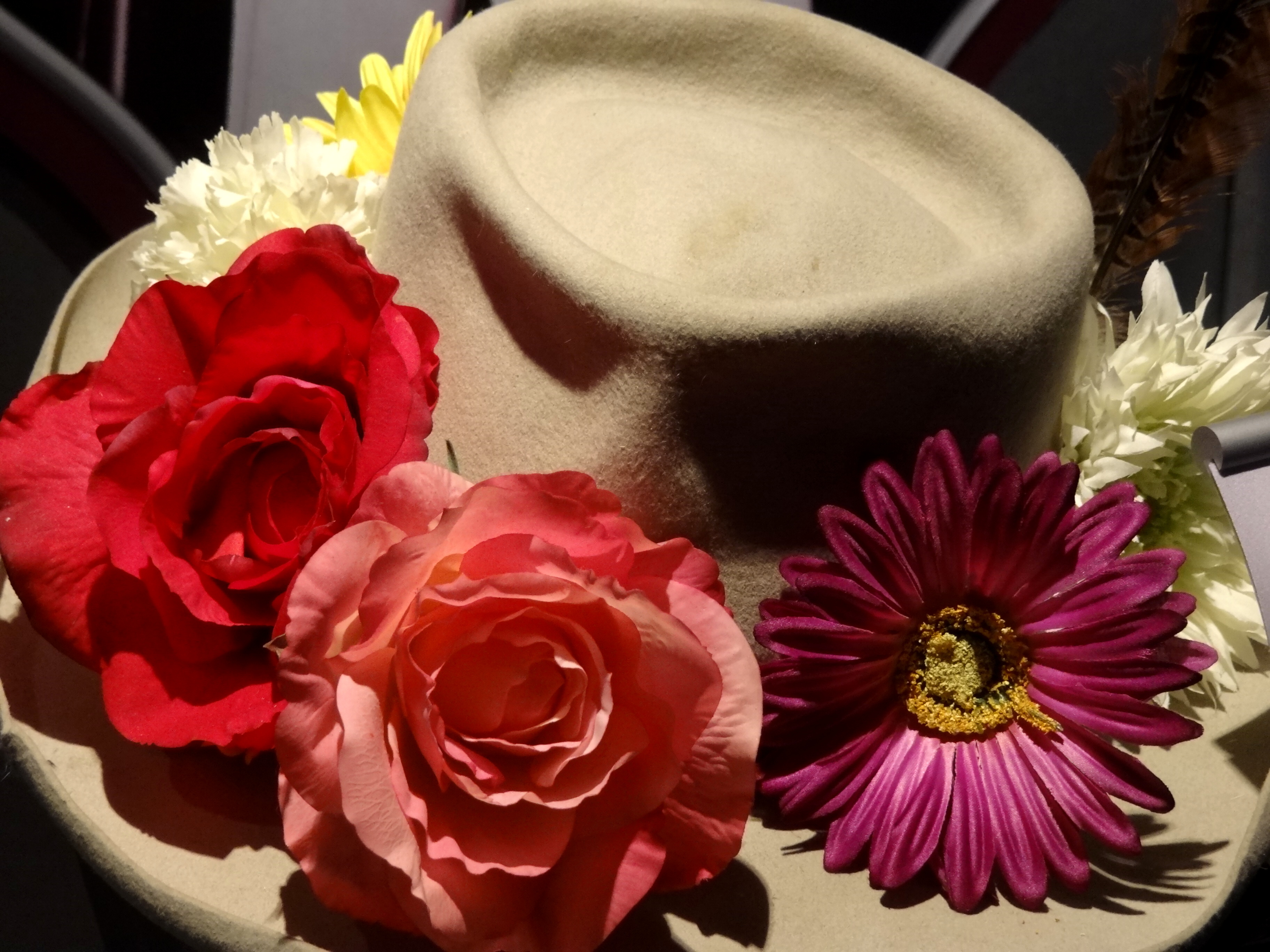
Dylans markanter Hut aus der Rolling Thunder Revue

Das Eröffnungskonzert der Rolling Thunder Revue fand am 30. Oktober 1975 vor 1.800 Zuschauern im War Memorial Auditorium in Plymouth (Massachusetts) statt. Von Anfang an erhob die Revue den Anspruch eines Gesamtkunstwerks und das Konzept zeichnete sich durch Improvisation, inklusive spontaner Änderungen der Route, aus. Obwohl die Auftritte nur per Mundpropaganda oder durch kurzfristig informierte Radiomoderatoren beworben wurden, entwickelte sich die Revue zu einem musikalischen Triumphzug durch Neuengland und Kanada. Die bunte Musikergruppe absolvierte bis zum 8. Dezember insgesamt 30 ausverkaufte Shows, entgegen aller profitorientierter Vernunft, in zumeist kleinen Konzerthallen oder Sportstätten. Die Tournee war ein Glaubensbekenntnis zur Alternativkultur und machte Halt an vielen symbolisch aufgeladenen Orten, wie etwa am Grab von Jack Kerouac in Lowell, einem Tuscarora-Reservat nördlich von Buffalo oder bei Poetry-Lesungen im New Yorker Folk-Kaffeehaus The Other End. Fast permanent begleiteten Familienmitglieder der Musiker, darunter auch Dylans Ehefrau Sara, den Tross, der zeitweise auf 100 Personen anwuchs und den Charakter eines Wanderzirkus verstärkte. Immer wieder wurden auch lokale Künstler verschiedener Bereiche in das Bühnenprogramm integriert und improvisierte Gastauftritte bekannter Musiker (Joni Mitchell, Arlo Guthrie, Robbie Robertson) erweiterten das Spektrum der ohnehin abwechslungsreichen Konzerte, deren Gestaltung dem Varieté oder der Schaustellerkunst entlehnt war.
Unbestrittener Mittelpunkt der zwischen drei und vier Stunden dauernden Shows war Bob Dylan. In Anlehnung an den Pantomimen Jean-Louis Barrault aus Marcel Carnés Film Kinder des Olymp trat er mit weiß geschminktem Gesicht und bunten Blumen am breitkrempigen Hut auf. Dylan konnte auf eine große Anzahl ausgezeichneter Musiker zurückgreifen und die Konzerte der Rolling Thunder Revue zählen bis heute zu seinen intensivsten Auftritten. Nie zuvor oder danach hat er sich derart in die Begleitung einer Band fallen lassen und somit eine überwältigende Wall of Sound kreiert. Während sein bellender, zuweilen ausgelassener Gesang ihm eine ungewöhnliche Präsenz verlieh, bewahrten seine akustischen Solonummern das von ihm beabsichtigte hohe Maß an Intimität. Dabei hatte Dylan seine altbewährten Hits und selbst die gerade erst aufgenommenen Songs für Desire radikal umgearbeitet. Bei den Arrangements mischte er Folk mit Blues, Rock und Gospel oder ergänzte sie durch neue Instrumente. Zum festen Repertoire gehörten Mr. Tambourine Man, Just Like a Woman, Simple Twist of Fate, Knockin’ on Heaven’s Door, It Ain't Me Babe und When I Paint my Masterpiece. Flankiert von der Violinistin Scarlet Rivera öffnete er seinen Sound sogar für orientalische (One More Cup of Coffee) und Tex-Mex-Einflüsse (Romance in Durango). Permanent änderte er Texte, Auftrittsweisen und Erscheinungsbild, als er beispielsweise mit einer Maske auf der Bühne erschien. Trotz aller Improvisation folgte die Revue einem straffen dramaturgischen Konzept. Als Leadsänger hatten Joan Baez, Roger McGuinn, Ramblin’ Jack Elliott und Joni Mitchell, die sich der reisenden Gruppe im November spontan angeschlossen hatte und bis zum Ende bleiben sollte, ihre eigenen Zeitfenster innerhalb der Shows. Ein Höhepunkt war Blowin’ in the Wind, das Dylan im Duett mit Baez sang, die sich für ihre Verhältnisse ungewohnt gelöst und unbeschwert zeigte. Auch Dylan, der keine Interviews gab, wirkte kaum je so umgänglich wie während des Herbst-Abschnitts der Tournee. Allen Ginsberg verfasste jeden Tag ein neues Gedicht, das er als Show-Element neben der Musik Abend für Abend vortrug. Dabei propagierte er, das durch den Vietnamkrieg und die Watergate-Affäre zerrissene Amerika, solle durch ihre Darbietungen zu einer „Nation der Poesie“ zusammenwachsen. Zum Abschluss der Shows erschienen nochmal alle Künstler auf der Bühne und sangen gemeinsam den Woody-Guthrie-Evergreen This Land Is Your Land.

„Das ist eine der großartigsten Shows, die ich je gesehen habe ... Diese Tour ist Dylans Meisterwerk.“

„Dylan, weißgesichtig, ein Vagabund, ein Clown zugleich...In zehn Jahren habe ich ihn niemals mit mehr Intensität arbeiten sehen. Keine poetischen Allüren. Er krächzte und röhrte, er brannte.“

„Dies wird eine der wichtigsten Gesten zur Charakterisierung der aktiven Gemeinschaft sein, die die Siebziger Jahre prägen wird. Dylan ist dabei, sein Königreich aufzubauen und zu erforschen, und er ist eine ganz neue Art von Majestät. Er allein hat die maßgebliche Kraft, seine eigenen monumentalen Sprachbilder zu gestalten, sie umzubauen und neu anzulegen.“

Für Dylan stand die Revue unter dem Motto der Rehabilitierung Rubin Carters, den er am 5. Dezember im Staatsgefängnis Trenton besucht hatte. Den ersten Tour-Abschnitt beendete er mit der fulminanten Night of the Hurricane im ausverkauften Madison Square Garden. Aus dem Erlös des Benefiz-Konzerts, sollten u. a. dessen Anwälte bezahlt werden, um den Fall neu aufzurollen. Neben Muhammad Ali waren auch Roberta Flack und Coretta Scott King anwesend. In der Pause der vierstündigen Veranstaltung wurde dem Publikum der Mordprozess vorgestellt und Ali und Dylan telefonierten auf der Bühne mit dem inhaftierten Carter. Ein illegaler Mitschnitt des Auftritts kursierte schon bald als Bootleg-Doppel-LP unter dem Namen The Hurricane Carter Benefit.
Am 25. Januar 1976 wurde ein weiteres Benefiz-Konzert (Night of the Hurricane II) zugunsten Rubin Carters in Houston, Texas veranstaltet. Dylan konnte mit Stevie Wonder, Carlos Santana, Stephen Stills und Ringo Starr zwar bedeutende Musiker für den Abend gewinnen, doch wegen Unregelmäßigkeiten im Promotionbereich geriet das Konzert zu einem finanziellen Fiasko, da mit 30.000 Zuschauern nur halb so viele wie erwartet in den Astrodome strömten.

## Frühjahr 1976
Vornehmlich um das Geld für die Produktion seines Filmprojekts Renaldo & Clara zusammenzubringen, plante Dylan ein Remake der überwältigenden Rolling Thunder Revue.  Die Tour führte das Ensemble 1976 hauptsächlich durch die amerikanischen Südstaaten, mit den Schwerpunkten in Florida und Texas. Das Auftaktkonzert wurde am 18. April 1976 im Civic Center von Lakeland, Florida veranstaltet. Allerdings konnte die Tour nicht an die Erfolge des vorangegangenen Abschnitts vom Herbst anknüpfen, den Auftritten fehlte es an einer unmittelbaren Neuheit sowie der Aufmerksamkeit der wichtigsten Medien. Im Vergleich zum ersten Abschnitt hatten die Auftritte viel an Prägnanz und Konzentration eingebüßt. Inzwischen nannten sich die Begleitmusiker Guam und eröffneten den Abend, dann folgte Dylan mit akustischen Nummern, danach mit einem von Guam begleiteten Set. Roger McGuinn und Joan Baez hatten Soloauftritte, anschließend sangen Dylan und Baez. Zum Schluss gab es nochmal etwa zehn Songs von Dylan mit der Band Guam, die einen verschwommenen, schweren Rocksound ablieferten. Das Konzert am 22. April in Clearwater zeichnete der Fernsehsender NBC auf, doch die Ergebnisse dieses Mitschnitts waren ausgesprochen mangelhaft, weshalb die Verantwortlichen das Projekt zunächst stornierten. Sie wiederholten die Aufnahmen am 16. Mai in Fort Worth sowie am 23. Mai im halbleeren Hughes Stadium in Fort Collins. Die TV-Sendung wurde am 10. September 1976 als Hard Rain ausgestrahlt. Fernsehkritiker verrissen die Show und bezeichneten sie als „peinlich kunstlos“ und als „ein Schlamassel, ein Debakel.“ Am selben Tag erschien das gleichnamige Livealbum Hard Rain.
Die Revue endete am 25. Mai 1976 im Salt Palace von Salt Lake City. Es war Dylans letztes Konzert für fast zwei Jahre.

## Renaldo und Clara
Bob Dylan hatte den befreundeten Filmemacher Howard Alk gebeten, die Tournee und ihre Philosophie filmisch zu dokumentieren, womit dieser noch während der Proben in Manhattan begann. Die Zeit zwischen den einzelnen Auftritten nutzte Dylan, um mit dem Drehbuchautor Sam Shepard die filmische Realisation seines Projekts zu planen und improvisierte Szenen mit den Teilnehmern der Rolling Thunder Revue zu drehen. Alk und sein Team hielten das Ereignis auf rund 60 Stunden Film fest und die Aufnahmen bildeten schließlich die Grundlage für den Film Renaldo & Clara. Dylan steigerte sich immer mehr in die Fertigstellung des längst aus dem Ruder zu laufen drohenden Monsterprojekts hinein und widmete sich fast das komplette Jahr 1977 dem Endschnitt des aufwendigen Werks, der sich an der Stilrichtung der französischen Nouvelle Vague orientierte und mit seiner Cut-up-Erzähltechnik dem Independent-Film huldigte.
Als das viereinhalbstündige Experimentalepos 1978 endlich in die Kinos kam, wurde der Film von der Kritik vernichtet und vom Publikum ignoriert. Er entwickelte sich zum Millionengrab für Dylan und den Produzenten Mel Howard. Selbst der Versuch, kurze Zeit später mit einer auf die Hälfte der ursprünglichen Länge des Films zusammengeschnittenen Version den finanziellen Verlust auszugleichen, endete für Dylan im Fiasko.

## Aufnahmen/Veröffentlichungen
Im Rahmen der sogenannten Bootleg Series wurden 2002 Aufnahmen mehrerer Konzerte im November und Dezember 1975 auf einer Doppel-CD unter dem Titel The Bootleg Series Vol. 5: Bob Dylan Live 1975, The Rolling Thunder Revue veröffentlicht.
Bereits 1976 war das Livealbum Hard Rain als Zusammenstellung einiger Songs des Tourabschnitts von 1976 erschienen.
Am 7. Juni 2019 erschien eine 14 CDs umfassende Anthologie. Insgesamt enthält die Box 148 Tracks aus dem Jahr 1975, von denen mehr als hundert bislang unveröffentlicht blieben. Das beigelegte 52-Seiten-Booklet enthält eine Vielzahl nie gesehener Fotos und einen Essay des Schriftstellers und Musikers Wesley Stace.
Martin Scorsese veröffentlichte 2019 auf Netflix unter dem Titel Rolling Thunder Revue: A Bob Dylan Story by Martin Scorsese einen Pseudodokumentarfilm, der Fakten und Fiktion um die Tournee vermischt.

## Tourdaten

### Herbst 1975
| Datum        | Ort             | Bundesstaat   | Veranstaltungsort                          |
| ------------ | --------------- | ------------- | ------------------------------------------ |
| Nordamerika  |                 |               |                                            |
| 30. Oktober  | Plymouth        | Massachusetts | War Memorial Auditorium                    |
| 31. Oktober  | Plymouth        | Massachusetts | War Memorial Auditorium                    |
| 1. November  | North Dartmouth | Massachusetts | University of Massachusetts Dartmouth      |
| 2. November  | Lowell          | Massachusetts | University of Massachusetts Lowell         |
| 4. November  | Providence      | Rhode Island  | Providence Civic Center                    |
| 6. November  | Springfield     | Massachusetts | Springfield Civic Center                   |
| 8. November  | Burlington      | Vermont       | Patrick Gym, University of Vermont         |
| 9. November  | Durham          | New Hampshire | Lundholm Gym, University of New Hampshire  |
| 11. November | Waterbury       | Connecticut   | Palace Theater                             |
| 13. November | New Haven       | Connecticut   | Veterans Memorial Coliseum                 |
| 15. November | Niagara Falls   | New York      | Niagara Falls Convention and Civic Center  |
| 17. November | Rochester       | New York      | Community War Memorial                     |
| 19. November | Worcester       | Massachusetts | Worcester Memorial Auditorium              |
| 20. November | Cambridge       | Massachusetts | Harvard Square Theater                     |
| 21. November | Boston          | Massachusetts | Boston Music Hall                          |
| 22. November | Waltham         | Massachusetts | Shapiro Gym, Brandeis University           |
| 24. November | Hartford        | Connecticut   | Hartford Civic Center                      |
| 26. November | Augusta         | Maine         | Augusta Civic Center                       |
| 27. November | Bangor          | Maine         | Bangor Auditorium                          |
| 29. November | Québec City     | Québec        | Colisée de Québec                          |
| 1. Dezember  | Toronto         | Ontario       | Maple Leaf Gardens                         |
| 2. Dezember  | Toronto         | Ontario       | Maple Leaf Gardens                         |
| 4. Dezember  | Montreal        | Québec        | Forum de Montréal                          |
| 7. Dezember  | Clinton         | New Jersey    | Edna Mahan Correctional Facility for Women |
| 8. Dezember  | New York City   | New York      | Madison Square Garden                      |

### Frühjahr 1976
| Datum       | Ort              | Bundesstaat | Veranstaltungsort                   |
| ----------- | ---------------- | ----------- | ----------------------------------- |
| Nordamerika |                  |             |                                     |
| 18. April   | Lakeland         | Florida     | Lakeland Civic Center               |
| 20. April   | Saint Petersburg | Florida     | Bayfront Arena                      |
| 21. April   | Tampa            | Florida     | Curtis Hixon Hall                   |
| 22. April   | Clearwater       | Florida     | Belleview Biltmore Hotel            |
| 23. April   | Orlando          | Florida     | Orlando Sports Stadium              |
| 25. April   | Gainesville      | Florida     | Florida Field                       |
| 27. April   | Tallahassee      | Florida     | Tully Gym, Florida State University |
| 28. April   | Pensacola        | Florida     | UWF Field House                     |
| 29. April   | Mobile           | Alabama     | Mobile Expo Hall                    |
| 1. Mai      | Hattiesburg      | Mississippi | Reed Green Coliseum                 |
| 3. Mai      | New Orleans      | Louisiana   | The Warehouse                       |
| 4. Mai      | Baton Rouge      | Louisiana   | LSU Assembly Center                 |
| 8. Mai      | Houston          | Texas       | Hofheinz Pavilion                   |
| 10. Mai     | Corpus Christi   | Texas       | Corpus Christi Memorial Coliseum    |
| 11. Mai     | San Antonio      | Texas       | San Antonio Municipal Auditorium    |
| 12. Mai     | Austin           | Texas       | Austin Municipal Auditorium         |
| 15. Mai     | Gatesville       | Texas       | Gatesville State School             |
| 16. Mai     | Fort Worth       | Texas       | Tarrant County Convention Center    |
| 18. Mai     | Oklahoma City    | Oklahoma    | Jim Norick Arena                    |
| 19. Mai     | Wichita          | Kansas      | Henry Levitt Arena                  |
| 23. Mai     | Fort Collins     | Colorado    | Hughes Stadium                      |
| 25. Mai     | Salt Lake City   | Utah        | Salt Palace                         |

## Belege
1. ↑  Anthony Scaduto: Bob Dylan - Eine indiskrete Biografie. 2. Auflage, Obertshausen, S. 219
2. ↑  The Bob Dylan Who's Who
3. ↑  Olaf Benzinger: Bob Dylan. Seine Musik und sein Leben. dtv Premium, München 2006, S. 149
4. ↑  Robert Shelton: Bob Dylan - No Direction Home: Sein Leben, seine Musik 1941–1978. Edel Books, 2011, S. 400
5. ↑  Larry "Ratso" Sloman: On the Road with Bob Dylan. Helter Skelter Publishing, 2005, S. 102.
6. ↑  Olaf Benzinger: Bob Dylan. Seine Musik und sein Leben. dtv Premium, München 2006, S. 152
7. ↑  Robert Shelton: Bob Dylan - No Direction Home: Sein Leben, seine Musik 1941–1978. Edel Books, 2011, S. 386
8. ↑  Larry "Ratso" Sloman: On the Road with Bob Dylan. Helter Skelter Publishing, 2005, S. 466.
9. ↑  Robert Shelton: Bob Dylan - No Direction Home: Sein Leben, seine Musik 1941–1978. Edel Books, 2011, S. 407
10. ↑  Robert Shelton: Bob Dylan - No Direction Home: Sein Leben, seine Musik 1941–1978. Edel Books, 2011, S. 400
11. ↑  Olaf Benzinger: Bob Dylan - Seine Musik und sein Leben. dtv Premium, München 2006. S. 168.
12. ↑  Robert Shelton: Bob Dylan - No Direction Home: Sein Leben, seine Musik 1941–1978. Edel Books, 2011, S. 400
13. ↑  Anthony Scaduto: Bob Dylan - Eine indiskrete Biografie. 2. Auflage, Obertshausen, S. 294
14. ↑  Robert Shelton: Bob Dylan: No Direction Home. Sein Leben, seine Musik 1941-1978. Edel Books, 2011. S. 201
15. ↑  Robert Shelton: Bob Dylan: No Direction Home. Sein Leben, seine Musik 1941-1978. Edel Books, 2011. S. 202
16. ↑  Olaf Benzinger: Bob Dylan. Seine Musik und sein Leben. dtv Premium, München 2006, S. 172
17. ↑  Robert Shelton: Bob Dylan - No Direction Home: Sein Leben, seine Musik 1941–1978. Edel Books, 2011, S. 401
18. ↑  Robert Shelton: Bob Dylan: No Direction Home. Sein Leben, seine Musik 1941-1978. Edel Books, 2011. S. 199
19. ↑   Robert Shelton: Bob Dylan - No Direction Home: Sein Leben, seine Musik 1941–1978. Edel Books, 2011, S. 397.
20. ↑   Robert Shelton: Bob Dylan - No Direction Home: Sein Leben, seine Musik 1941–1978. Edel Books, 2011, S. 398.
21. ↑   Olaf Benzinger: Bob Dylan. Seine Musik und sein Leben. dtv Premium, München 2006, S. 176.
22. ↑  Anthony Scaduto: Bob Dylan - Eine indiskrete Biografie. 2. Auflage, Obertshausen, S. 289
23. ↑  Olaf Benzinger: Bob Dylan. Seine Musik und sein Leben. dtv Premium, München 2006. S. 266/67
24. ↑  Willi Winkler: Bob Dylan. Ein Leben. Rowohlt, Reinbek 2011, S. 187
25. ↑  Olaf Benzinger: Bob Dylan - Seine Musik und sein Leben. dtv Premium, München 2006. S. 169
26. ↑  http://www.bjorner.com/DSN02910%201975%20Rolling%20Thunder%20Revue.htm
27. ↑  http://www.bjorner.com/DSN03275%201976%20Rolling%20Thunder%20Revue%20II.htm